# Charles Jones (cestista 1975)
Charles Rahmel Jones (Brooklyn, 17 luglio 1975) è un ex cestista statunitense, professionista nella NBA, in Europa e in Sudamerica.